# HD 73256
Désignations
HD 73256 est une étoile variable de la constellation de la Boussole. Elle porte la désignation d'étoile variable CS Pyxidis. Avec une magnitude apparente visuelle de base de 8,08, il faut des jumelles ou un petit télescope pour l'observer. L'étoile est située à une distance de 120 années-lumière du Soleil sur la base de la parallaxe, et s'éloigne de plus en plus avec une vitesse radiale de +30 km/s.
Le type spectral de cette étoile est G8IV-VFe+0,5, ce qui suggère une naine jaune légèrement évoluée avec une légère surabondance de fer dans le spectre. Il s'agit d'une étoile variable de type BY Draconis avec une période de 13,97 jours, montrant une variation de magnitude de 0,03 due à l'activité chromosphérique. L'étoile semble surlumineuse pour sa classe, ce qui peut être le résultat d'une métallicité élevée. L'étoile a à peu près la même masse et un rayon légèrement plus petit que le Soleil, mais rayonne 74 % de la luminosité du Soleil. Elle a environ 2 à 3 milliards d'années et tourne avec une vitesse de rotation projetée de 3,2 km/s.

## Système planétaire
En 2003, S. Udry et ses collègues ont rapporté la découverte d'une planète en orbite autour de HD 73256 en utilisant les données du spectrographe CORALIE. Cet objet est un Jupiter chaud avec au moins 1,87 fois la masse de Jupiter sur une orbite de période de 2,55 jours. En supposant que la planète soit parfaitement grise, sans effet de serre ni effet de marée, et avec un albédo de Bond de 0,1, la température serait d'environ 1 300 K. C'est proche de 51 Pegasi b ; entre les températures prédites de HD 189733 b et HD 209458 b (1 180 à 1 392 K), avant qu'elles ne soient mesurées. C'est un candidat pour une « caractérisation dans le proche infrarouge avec le spectro-imageur VLTI ».
En 2018, K. Ment et ses collègues ont signalé une tentative de confirmation de l'existence de cette planète à l'aide des données Keck/HIRES, mais n'ont pas pu le faire malgré une probabilité de succès. L'existence de cet objet est donc contestée.
En 2023, un autre compagnon sous-stellaire sur une large orbite, probablement une naine brune, a été découvert en utilisant à la fois la vitesse radiale et l'astrométrie. Cette étude a également détecté HD 73256 b, mais n'a pas mis à jour ses paramètres ni abordé le différend.
| Planète | Masse            | Demi-grand axe (ua) | Période orbitale (jours) | Excentricité | Inclinaison          | Rayon |
| ------- | ---------------- | ------------------- | ------------------------ | ------------ | -------------------- | ----- |
| b       | > 1,87 ± 0,49 MJ | 0,037               | 2,548 58 ± 0,000 16      | 0,029 ± 0,02 |                      |       |
| c       | 16 ± 1 MJ        | 3,8 ± 0,1           | 2 690+60 −102            | 0,16 ± 0,07  | 29+5 −3 ou 152+8 −7° |       |